# HD 125612
HD 125612 is een ster in het sterrenbeeld Maagd (Virgo). De ster is van het type G en heeft drie bevestigde exoplaneten. De ster is net iets groter dan de Zon en ligt op een afstand van 188 lichtjaar. 

## Planetenstelsel
Het planetenstelsel van de ster werd ontdekt in 2007 na het vinden van HD 125612 b. In 2009 werden de exoplaneten HD 125612 c en d bevestigd.
| Planeet | Massa    | Halve lange as (AE) | Omlooptijd (dagen) | Excentriciteit | Straal |
| ------- | -------- | ------------------- | ------------------ | -------------- | ------ |
| b       | ≥18,4 M⊕ | 0,05                | 4,15               | 0,27 ± 0,12    | —      |
| c       | ≥3,0 MJ  | 559,4               | 962                | 0,46 ± 0,01    | —      |
| d       | ≥7,2 MJ  | 3008                | 2172               | 0,28 ± 0,12    | —      |